# Nupserha kankauensis
Nupserha kankauensis är en skalbaggsart som först beskrevs av Schwarzer 1925.  Nupserha kankauensis ingår i släktet Nupserha och familjen långhorningar.
Artens utbredningsområde är Taiwan. Inga underarter finns listade i Catalogue of Life.